# Mulondo

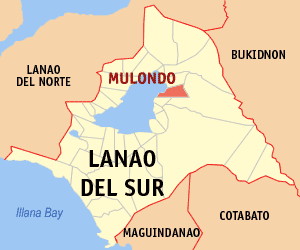
Bản đồ Lanao del Sur với vị trí của Mulondo

Mulondo là một đô thị hạng 4 ở tỉnh Lanao del Sur, Philippines. Theo điều tra dân số năm 2000 của Philipin, đô thị này có dân số 12.368 người trong 1.634 hộ.

## Các đơn vị hành chính
Mulondo được chia ra 26 barangay.
| - Bangon - Bubonga Guilopa - Buadi-Abala - Buadi-Bayawa - Buadi-Insuba - Bubong - Cabasaran - Cairatan - Cormatan - Poblacion (Dado) - Dalama - Dansalan - Dimarao | - Guilopa chairman: Calungat alonto - Ilian - Kitambugun - Lama (Bagoaingud) - Lilod - Lilod Raybalai - Lumbaca Ingud - Lumbac (Lumbac Bubong) - Madaya - Pindolonan - Salipongan - Sugan - Bagoaingud |